# Аргеландер (лунный кратер)
Кратер Аргеландер (лат. Argelander) — ударный кратер в южной экваториальной материковой области на видимой стороне Луны. Название дано в честь немецкого астронома Фридриха Вильгельма Августа Аргеландера (1799—1875) и утверждено Международным астрономическим союзом в 1935 г.

## Описание кратера

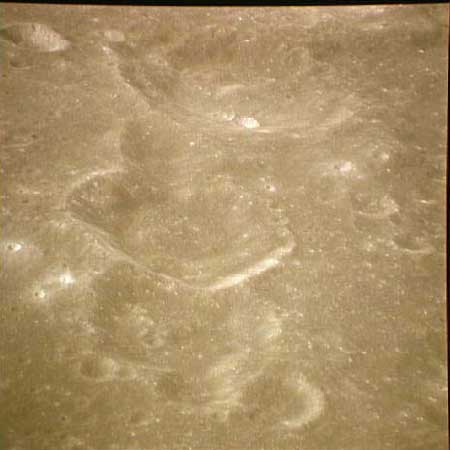
Кратеры Аргеландер (вверху) и Фогель (в центре). Снимок с борта Аполлона-16 (север внизу).

Ближайшими соседями кратера являются кратеры Паррот на северо-западе; кратеры Фогель и Бернем на севере и кратер Эри на юге. Вдоль западной части вала кратера проходит узкая долина в направлении кратера Паррот. Селенографические координаты центра кратера — 16°33′ ю. ш. 5°48′ в. д. / 16,55° ю. ш. 5,8° в. д., диаметр — 34 км, глубина — 2980 м.

Вал кратера умеренно разрушен, имеет небольшую террасовидность. Высота вала над окружающей местностью составляет 960 м, объем кратера — около 800 км³. Дно чаши кратера сравнительно ровное, имеется центральный холм высотой 620 м. В западной части чаши понижение местности.

## Сателлитные кратеры
| Аргеландер | Координаты                                          | Диаметр, км |
| ---------- | --------------------------------------------------- | ----------- |
| A          | 16°32′ ю. ш. 6°45′ в. д. / 16,54° ю. ш. 6,75° в. д. | 8,7         |
| B          | 15°36′ ю. ш. 5°06′ в. д. / 15,6° ю. ш. 5,1° в. д.   | 5,6         |
| C          | 16°17′ ю. ш. 5°43′ в. д. / 16,28° ю. ш. 5,72° в. д. | 3,9         |
| D          | 17°38′ ю. ш. 4°26′ в. д. / 17,64° ю. ш. 4,44° в. д. | 10,7        |
| W          | 16°45′ ю. ш. 4°11′ в. д. / 16,75° ю. ш. 4,18° в. д. | 18,6        |

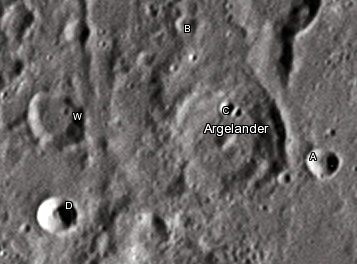
Снимок Девида Кемпбелла.

- Кратер Аргеландер и сателлитный кратер Аргеландер А включены в список кратеров с темными радиальными полосами на внутреннем склоне Ассоциации лунной и планетарной астрономии (ALPO)[5].